# No se culpe a nadie

"No se culpe a nadie" es un cuento del escritor argentino Julio Cortázar. Apareció publicado por primera vez en la segunda edición de Final del juego, de Editorial Sudamericana (1956).

## Trama
El hombre tiene prisa porque tiene que ir a encontrarse con su esposa para comprar un regalo de bodas. Se pone el pulóver azul, pero no encuentra la manera de ponerse las mangas; además, está desorientado porque su cara está aprisionada en el pulóver. Poco a poco, la impaciencia se vuelve angustia, a medida que la tela del pulóver lo deja sin aire y ya no sabe cómo ponérselo ni quitárselo. Después, cuando logra en un momento sacar la mano de su pulóver azul, observa que su mano cambia y se encuentra con un aspecto extraño: la mano trataba de matarlo. Al final de la historia, se enrolla en su pulóver y cae desde el piso doce.

## Análisis e interpretación
En una entrevista con Evelyn Picón Garfield, Cortázar le confiesa: «Las manos siempre fueron una obsesión mía; desde que era joven, en las primeras páginas que escribí, las manos siempre juegan un papel extremadamente importante.» Esto puede verse en varias de sus obras; por ejemplo, en Estación de la mano, en La vuelta al día en ochenta mundos, o en Cuello de gatito negro, en Octaedro.
Según el análisis de María Antonieta Gómez Goyeneche, el protagonista de este cuento sufre una metamorfosis parcial de su cuerpo debido a un trastorno de la personalidad. La psiquis domina y protege el cuerpo, mientras la mano derecha es una extensión corporal percibida como falso yo monstruoso sobre la que ya no hay control. La identidad del narrador se ve así escindida. Este sufre una experimentación física y psíquica totalmente extralimitada, lo que corresponde con una psicopatología esquizoide. Existe una dicotomía entre ambas manos, motivada por la dicotomía entre vida y muerte.

"Las manos tienen el poder tanto de construir y proteger, así como de destruir y agredir, en un doble poder ambiguo. Sin embargo, su concepción, escindida bajo mediación del recurso de la metamorfosis en uno de estos miembros, manifiesta la dicotomía de un yo disgregado, desintegrado en su identidad y precipitado finalmente hacia un estado caótico dentro de una tensión tipo esquizoide." (María Antonieta Gómez Goyeneche, Cortázar y Escher ante el recurso literario y gráfico de la metamorfosis de identidades.)

En el cuento, también se evidencia la necesidad de evadir las pautas morales y convenciones sociales que le ha impuesto una vida convencional. Pero una parte de sí se rebela ante la tiranía del Universo simbólico impuesto. Esto produce «una lucha mortal entre las voluntades escindidas que conviven en su interior, representadas aquí por diversas partes de su cuerpo».